# Roland Hertner (Rennfahrer)
Roland Hertner (* 16. Oktober 1959 in Weinsberg) ist ein deutscher Rennfahrer und Unternehmer. 

## Motorsportkarriere
1975/76 fuhr Hertner Motocross und begann 1977 mit dem Kartsport. 1978/79 nahm er am Deutschen Renault R5 Turbo Cup teil. 1998 fuhr er nach einer beruflich bedingten Unterbrechung in einem Ford Tourenwagen in der Deutschen Tourenwagen-Challenge.
1999 gewann er zusammen mit Rainer Noller die GTP Porsche-Langstrecken-Meisterschaft. 2000 und 2001 fuhr er in der Deutschen Tourenwagen-Challenge. Er nahm für das Team Highspeed Racing an der Mini-Challenge-Deutschland-Saison 2004 (Siebter der Fahrerwertung), der  Alfa-147-Cup-Saison 2004 (Zweiter der Fahrerwertung) und der Mini-Challenge-Deutschland-Saison 2006 (Fünfzehnter der Fahrerwertung) teil.
2011 startete er in der DMV TCC für Highspeed Racing in einem Porsche 911 GT3 Cup. 2010 fuhr er in einer Corvette Z06-R GT3 für Callaway Competition beim ADAC GT Masters 2010.
Hertner fährt für das Team Engstler Motorsport. Er nahm auf einem BMW 320si an der ADAC-Procar-Saison 2009 und ADAC-Procar-Saison 2010 teil und wurde 2009 Dritter und 2010 Meister der ADAC-Procar-Serie der Division 1. Auch im European Touring Car Cup 2013 fuhr er für Liqui Moly Team Engstler in einem BMW 320si E90 und belegte den 9. Platz der Fahrerwertung. 2019 startete er für das Engstler Motorsport in der TCR-Asia-Rennserie und erreichte den 9. Platz der Fahrerwertung sowie den 1. Platz in der Trophy-Wertung.
Nach einer Pause nahm er 2021 an der TCR-Germany-Meisterschaft teil. Mit dem Team Engstler gewann er auf Anhieb die Trophy-Wertung. 

## Privates
Hertner lebt in Heilbronn, ist verheiratet und hat zwei Kinder, einen Sohn und eine Tochter. 